# エイラ (小惑星)
エイラ (849 Ara) は小惑星帯に位置する小惑星である。ロシアの天文学者セルゲイ・イワノヴィチ・ベリャフスキーがシメイズ天文台で発見した。
1922年から23年のロシア飢饉の際に援助を受けた American Relief Administration の略称 "ARA" に因んで命名された。